# Conepatus humboldtii
Conepatus humboldtii (свинорилий скунс патагонський; скунс Гумбольдта) — вид ссавців родини Скунсових.

## Поширення, поведінка
Зустрічається в південній частині Аргентини і прилеглих до неї районах Чилі. Проживає в трав'янистих та чагарникових областях і на скелястих оголеннях. Вони також можуть бути знайдені в околицях людського житла (наприклад, будинки, сараї і т.д.). C. humboldtii знаходиться на висоті від 200 до 700 м над рівнем моря. Цей вид солітарний і активні в основному в нічний час. В основному вони їдять комах, але можуть також харчуватися дрібними ссавцями, і фруктами на додачу.